# Missões diplomáticas da Mongólia

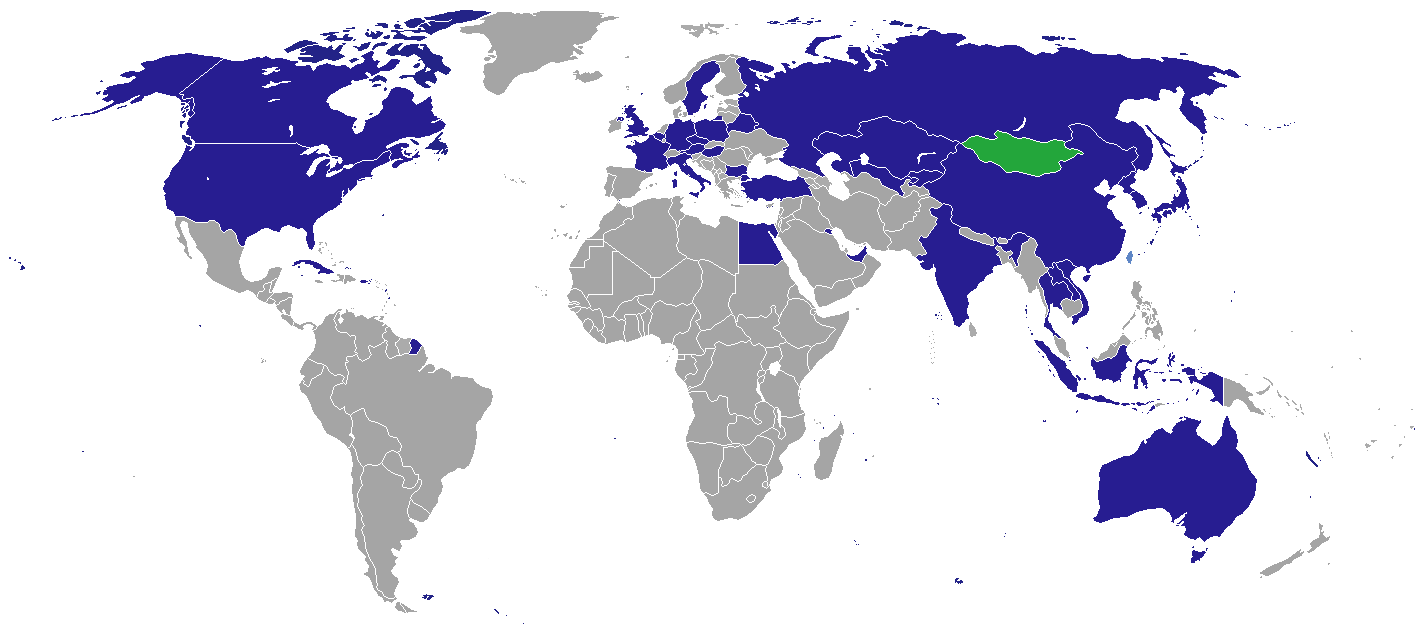
Missões diplomáticas da Mongólia.

Abaixo se encontram as embaixadas e consulados da Mongólia:

## Europa

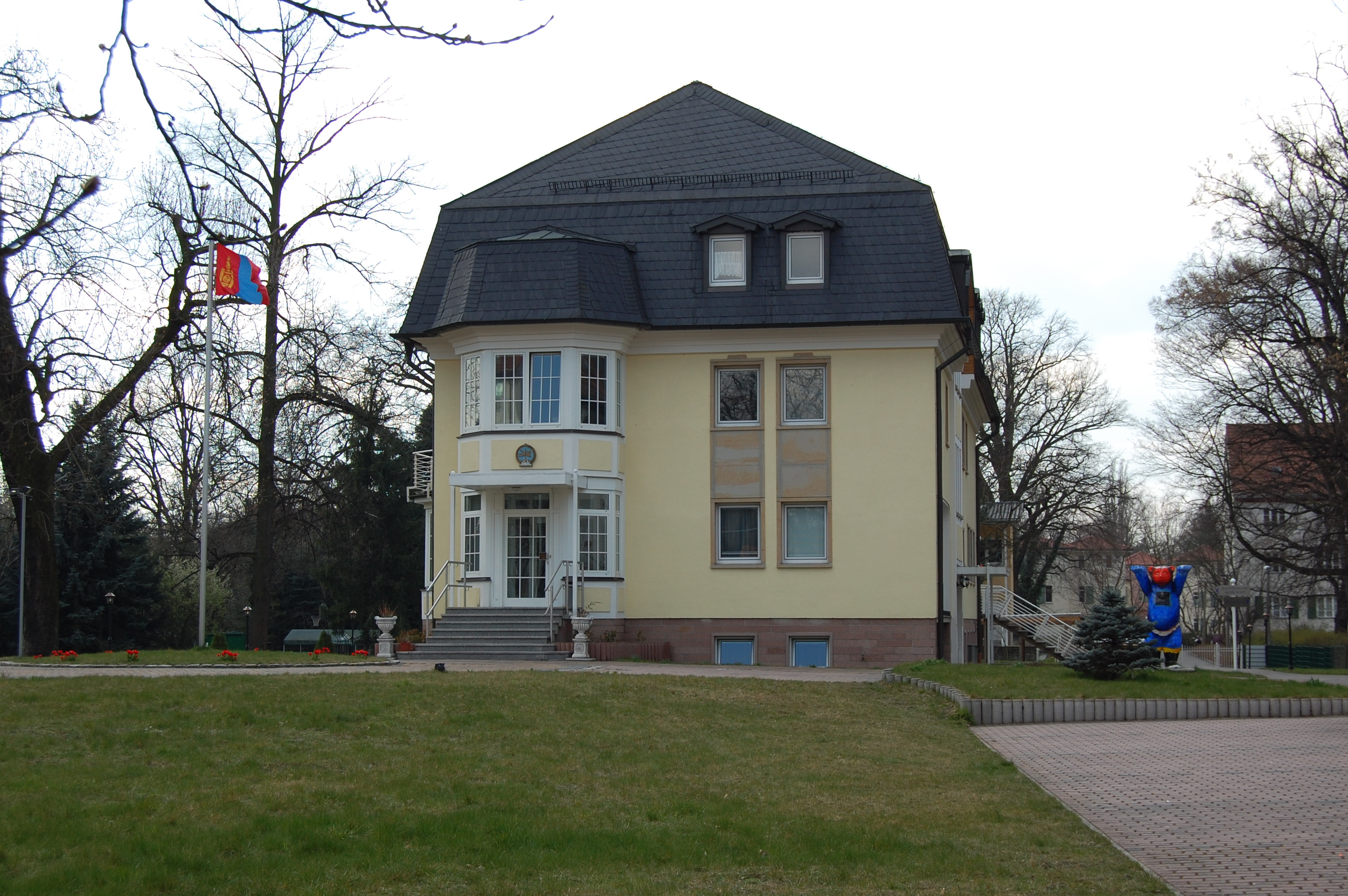
Embaixada da Mongólia em Berlim, Alemanha.

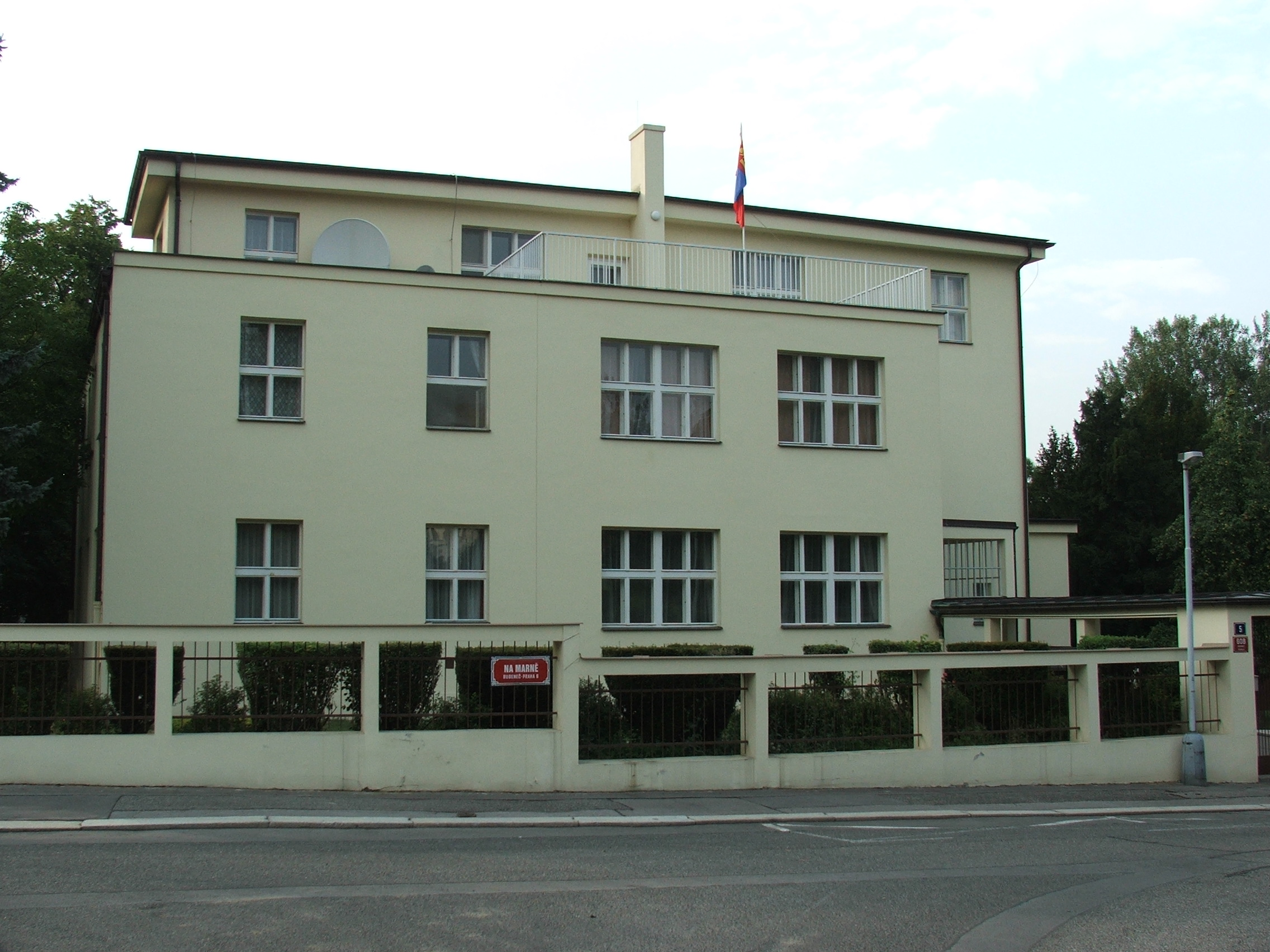
Embaixada da Mongólia em Praga, República Tcheca.

- Alemanha
  - Berlim (Embaixada)
- Áustria
  - Viena (Embaixada)
- Bélgica
  - Bruxelas (Embaixada)
- Bulgária
  - Sófia (Embaixada)
- França
  - Paris (Embaixada)
- Hungria
  - Budapeste (Embajada)
- Polónia
  - Varsóvia (Embaixada)
- Reino Unido
  - Londres (Embaixada)
- Chéquia
  - Praga (Embaixada)
- Rússia
  - Moscou (Embaixada)
  - Irkutsk (Consulado-Geral)
  - Ulan-Ude (Consulado-Geral)
  - Kyzyl (Consulado)
- Ucrânia
  - Kiev (Consulado)

## América
- Canadá
  - Ottawa (Embaixada)
- Cuba
  - Havana (Embaixada)
- Estados Unidos
  - Washington DC (Embaixada)

## África
- Egito
  - Cairo (Embaixada)

## Ásia
- China
  - Pequim (Embaixada)
  - Erenhot (Consulado-Geral)
  - Hohhot (Consulado-Geral)
- Coreia do Norte
  - Pyongyang (Embaixada)
- Coreia do Sul
  - Seul (Embaixada)
- Índia
  - Nova Délhi (Embaixada)
- Japão
  - Tóquio (Embaixada)
- Cazaquistão
  - Almaty (Embaixada)
- Laos
  - Vientiane (Embaixada)
- Quirguistão
  - Bishkek (Embaixada)
- Singapura
  - Singapura (Consulado)
- Tailândia
  - Bangkok (Embaixada)
- Turquia
  - Ankara (Embaixada)
- Uzbequistão
  - Tashkent
- Vietnã
  - Hanói (Embaixada)

## Organizações multilaterais
- Bruxelas (Missão permanente da Mongólia ante a União Europeia)
- Genebra (Missão permanente da Mongólia ante as Nações Unidas e outras organizações internacionais)
- Nova Iorque (Missão permanente da Mongólia ante as Nações Unidas)